# 代頓 (新澤西州)
代頓（英語：Dayton）是位於美國新澤西州米德爾塞克斯縣的普查規定居民點。

## 人口
根據2020年美國人口普查的數據，代頓的面積為6.30平方千米，當中陸地面積為6.24平方千米，而水域面積為0.06平方千米。當地共有人口8138人，而人口密度為每平方千米1,291.75人。